# RIET (artiest)
RIET, voorheen JackoBond (IPA: /ʒɑkobɔnt/), is het alter ego van de Vlaamse singer-songwriter Riet Muylaert (Beernem, 5 juli 1977). Ze maakte onder de naam JackoBond moderne kleinkunst, waarvan Muylaert de tekst en muziek zelf schrijft. JackoBond kreeg meer naamsbekendheid toen Muylaert meedeed aan Zo is er maar één en het programma won en door het programma rond de muziek van Marva dat ze in theaterseizoen 2016-2017 opzette. Eind 2019 veranderde ze haar artiestennaam in RIET en had sindsdien Vlaamse hits met "Meer dan ooit" en "Bij jou vandaag".

## Biografie
Riet Muylaert wordt op 5 juli 1977 geboren in Beernem, waar ze ook opgroeit. Ze trekt in 2000 naar Antwerpen om daar aan het Herman Teirlinck Instituut kleinkunst te gaan studeren. In maart 2005 studeert ze af met haar project genaamd 'JackoBond'. Omdat ze haar eigen voor- en familienaam aanvankelijk niet geschikt vindt als artiestennaam en (verzamel)naam van de band gebruikt ze de naam van haar afstudeerproject. Deze naam is ontleend aan het e-mailadres van haar neef Jan, bijgenaamd 'Jacko', die een grote fan is van filmheld James Bond. JackoBond is volgens haar de ideale beschrijving van haar stijlvolle muziek met banale, soms maffe, bizarre en vreemde teksten in wackojacko-stijl.
Na haar opleiding doet ze in oktober en november 2005 mee aan de Nekka-Wedstrijd, maar ze strandt in de halve finale. Toch is niet alles voor niets geweest, want ze mag mee op tournee met De Kleine Avonden, waar ze gecoacht wordt door Dirk Blanchart.
In februari 2007 komt er een demo-cd uit van JackoBond, waar 'IJsbeer', 'Denk aan mij', 'Alsof', 'Lalala', 'Doe alsof ge thuis zijt' en 'Verlangen' opstaan. De cd is gemixt door Tom Pintens (één nummer door Dirk Blanchart) en gemasterd door Stoffel Verlackt.
In theaterseizoen 2006-2007 gaat Muylaert op tournee met 'Nieuwe ogen'. Ze wordt hiervoor gevraagd door Anja Daems en het toneelstuk wordt geregisseerd door Sien Eggers. Tijdens de voorstellingen zingt Muylaert een aantal van haar eigen liedjes en wanneer iemand van het boekingskantoor van Liesbeth List haar aan het werk ziet, mag ze in 2007 en 2008 mee op tournee met Liesbeth List. In 'Gevleugelde stemmen' brengen ze zowel eigen nummers als duetten.
Op 17 oktober 2008 ligt het debuutalbum van JackoBond in de winkels: 'Alsof'. Het album komt uit onder het label Hans Kusters Music (HKM), het label van onder andere Stef Bos en Boudewijn de Groot. Op 6 december stellen ze het album voor in De Roma in Antwerpen. Muylaert schrijft de teksten en muziek voor dit album over een periode van drie en een half jaar. Het opnemen van de cd was veel sneller gebeurd: na vier dagen was hij klaar.

### Doorbraak
Begin 2009 stuurt JackoBond een filmpje in om mee te kunnen doen aan het nieuwe concept van Zo is er maar één, het televisieprogramma dat in het laatste seizoen op zoek ging naar Nieuw Nederlandstalig Talent. Ze wordt geselecteerd om mee te doen. In de eerste aflevering wint ze al vele harten van kijkers met haar cover van 'Laat me' van Ramses Shaffy. Week na week mag ze blijven en ze haalt geheel op eigen kracht (zonder wildcard) de finale, die op 8 mei 2009 plaatsvindt. Nu mag ze eindelijk een eigen nummer zingen; voor haar gevoel heeft ze al gewonnen. Maar ook dat vindt Vlaanderen niet genoeg; de kijker stemt massaal en JackoBond wint Zo is er maar één.
In de zomer van 2009 is JackoBond genomineerd in drie categorieën voor de Zomerhit 2009 van Radio2: Doorbraak, Beste Performance en Zomerhit 2009 (met 'Groot Feest' en 'Lalala'). Ze wint de Prijs van de Doorbraak.
Nog in hetzelfde jaar wordt Muylaert gevraagd voor het Kleinkunsteiland, waar ze met Lucas Van den Eynde, Maggie MacNeal en Jelle Cleymans liedjes van overleden kleinkunstartiesten als Wim Sonneveld en Wim De Craene brengt. Samen met Kathleen Vandenhoudt vervangt Muylaert de overleden Yasmine, die oorspronkelijk aan dit project mee zou doen.
Ook in 2009 vraagt Stef Bos, een oud-leraar van Muylaert aan het Herman Teirlinck Instituut, of ze mee wil werken aan zijn project voor de NCRV. 'In een ander licht', waarvoor Stef twaalf liedjes schrijft, geïnspireerd op twaalf Bijbelse figuren. Muylaert mag 'Zoals licht' zingen, het lied van Maria Magdalena.
Dat Stef Bos onder de indruk was van Muylaert, was al langer bekend. Hij noemde haar de meest authentieke en mooiste zangstem van de Lage Landen van de afgelopen jaren.

### Als ik van u was
Op 10 september 2010 ligt het tweede album van JackoBond voor het eerst in de winkels: Als ik van u was. Op 1 oktober 2010 vindt de cd-voorstelling plaats in De Roma. De rest van het seizoen trekt Muylaert met haar muzikanten langs de culturele centra om liedjes uit de cd te spelen.
In de herfst van 2010 speelt ze samen met Paul de Munnik, Fernando Lameirinhas en Antonio Lameirinhas de voorstelling 'Brellando', waarin ze een muzikale avond verzorgen die geïnspireerd is op de muziek van Jacques Brel. Zowel nummers van Brel als eigen nummers van Muylaert, de Munnik en Lameirinhas komen aan bod in deze voorstelling.
JackoBond speelt in de zomer van 2011 op onder andere de Gentse Feesten en op M'eire Morough in Dendermonde. Aan het einde van de zomer treedt ze op in deSingel met een 50-koppig gelegenheidskoor. ZaterdagZondag organiseerde voor de tweede keer een koorstage van een week, waarin intensief gewerkt werd aan tien nummers die het koor met JackoBond zong. De winter daarna neemt Muylaert met ditzelfde koor haar kerstsingle 'Wanneer valt de eerste sneeuw' op.
In september en oktober 2011 speelt Muylaert met het project 'Country Ladies', waarvan vijf voorstellingen volledig uitverkocht zijn, in de culturele centra van Vlaanderen. Samen met Tine Reymer en Nathalie Delcroix brengt ze een muzikale ode aan countryzangeressen. Het jaar ervoor werd het eerbetoon (waaraan Eva De Roovere toen meedeed, in plaats van Muylaert) warm onthaald en ook dit seizoen bezoeken mensen massaal de voorstelling.
In 2012 zet JackoBond de eerste stapjes over de grens met Nederland, waar Muylaert, na Brellando, nu ook met haar eigen groep JackoBond optreedt in een aantal Nederlandse theaters.

### Ik ga op een berg wonen
In de zomer van 2012 gaat JackoBond de studio in voor de opnames van de cd Ik ga op een berg wonen, die op 18 januari 2013 uitkomt. Op 21 februari 2013 stellen ze in De Roma die cd voor met hulp van speciale gasten Tine Reymer en Nathalie Delcroix. Ook jeugdorkest C-Barré uit Wevelgem mag een lied meespelen met de groep, want zij hebben de wedstrijd gewonnen die JackoBond uitschreef bij de release van hun cd.
Frank Boeijen leent op de plaat zijn stem aan de groep voor het duet Aanwezig. Muylaert mag op haar beurt een gastoptreden geven als Boeijen in de AB speelt. Voordat het zo ver is, trekt Muylaert in november eerst rond met 'Oorlogs- en vredesliederen van Wannes Van de Velde', samen met Luc De Vos, Kris De Bruyne, Jan De Smet en Tom Pintens. Ze brengen een ode aan Wannes Van de Velde en spelen nummers van hem en zichzelf die met oorlog (in alle soorten en maten) te maken hebben.
In april 2013 mag JackoBond voor het eerst op Nekka-Nacht spelen. Omdat het evenement 20 jaar bestaat, worden er tien centrale gasten uitgenodigd en tien jonge talenten.
In 2015 speelt ze op vraag van Astrid Nijgh de voorstelling 'Nijghse Vrouwen', een muzikale ode aan Lennaert Nijgh. Dit doet ze samen met Amaryllis Temmerman en Lies Lefever (later met Sabien Tiels, omdat Lefever verstek moet geven wegens gezondheidsredenen.) 

### Ik tel tot tien en JackoBond zingt Marva
In september 2015 komt de vierde cd van JackoBond uit, die ze op 26 september in De Roma in Antwerpen officieel voorstellen. Het album heet Ik tel tot tien en is volledig in eigen beheer opgenomen en uitgegeven. In 2016 speelt Muylaert nog een keer op Nekka-Nacht, een avond die dat jaar volledig in het teken staat van Toon Hermans. Ook de theatertour van 'Nijghse Vrouwen' loopt nog tot de zomer van 2017, waarmee ze onder andere op de Gentse Feesten spelen.
In januari 2017 begint Muylaert met de volledige band van JackoBond, aangevuld met voormalig violist Stefan Wellens, te toeren met hun nieuwe voorstelling 'JackoBond zingt Marva', waarin ze de liedjes van Marva weer tot leven brengen. Ze steken de nummers in een JackoBondjasje, om zo een nostalgische en eigentijdse tijdscapsule te creëren. De voorstelling is erg populair en loopt langer dan verwacht, tot oktober 2018. De bijhorende cd staat 13 weken genoteerd in de Vlaamse Ultratop 200.
Vanaf het najaar van 2017 toert Muylaert eveneens met haar akoestische voorstelling 'Blijven gaan', waarmee ze opnieuw een aantal culturele centra in Vlaanderen aandoet.

### Aardbeien in januari

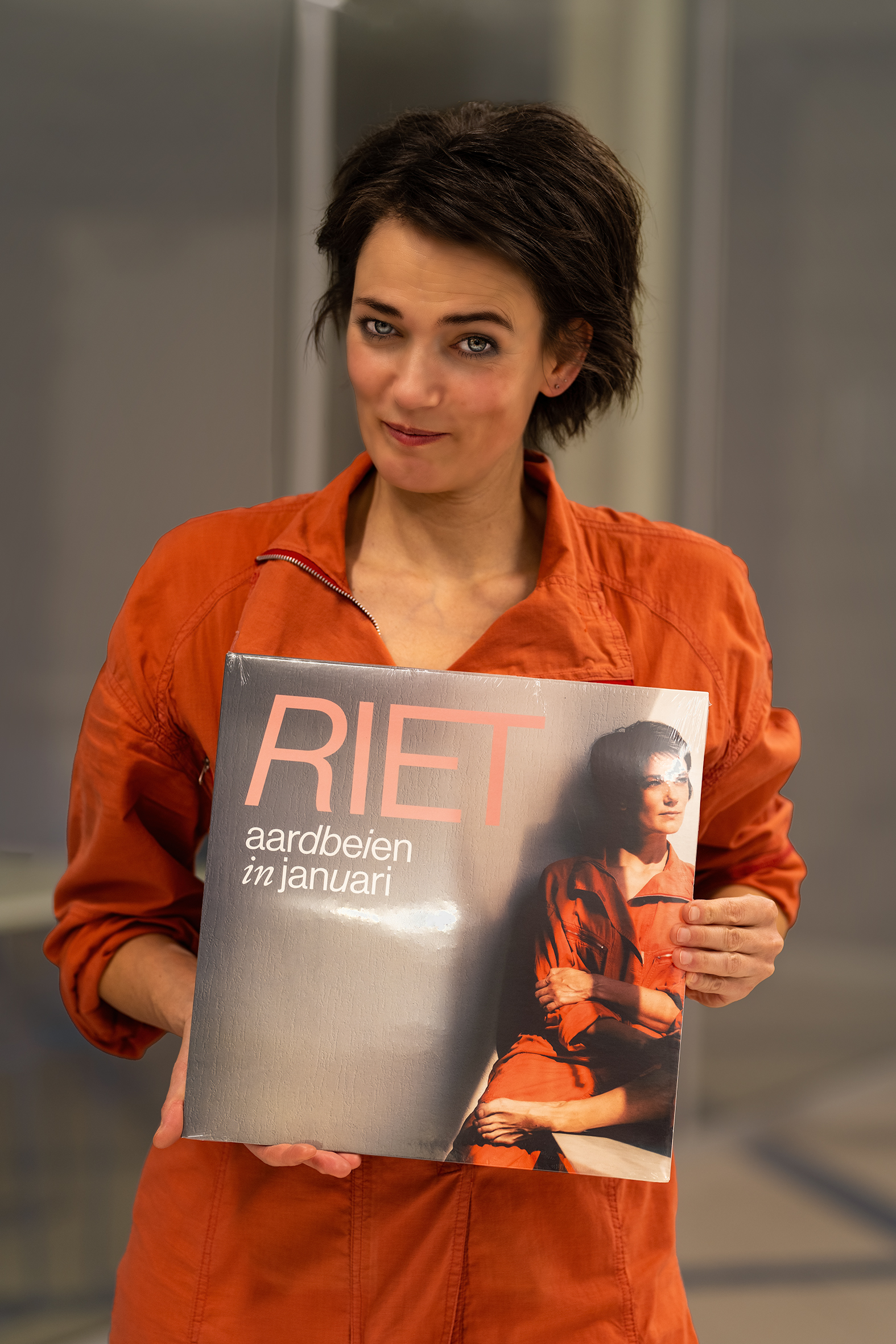
Voorstelling LP Aardbeien in januari

In 2020 verscheen Aardbeien in januari, het eerste album onder de naam RIET. Onder anderen Raf Walschaerts, Bart Peeters en Frank Vander linden werkten aan het album mee. Verschillende singles van het album (zoals Meer dan ooit, Er is iets en het titelnummer Aardbeien in januari) werden hits in de Vlaamse Top 50.

## Muzikanten

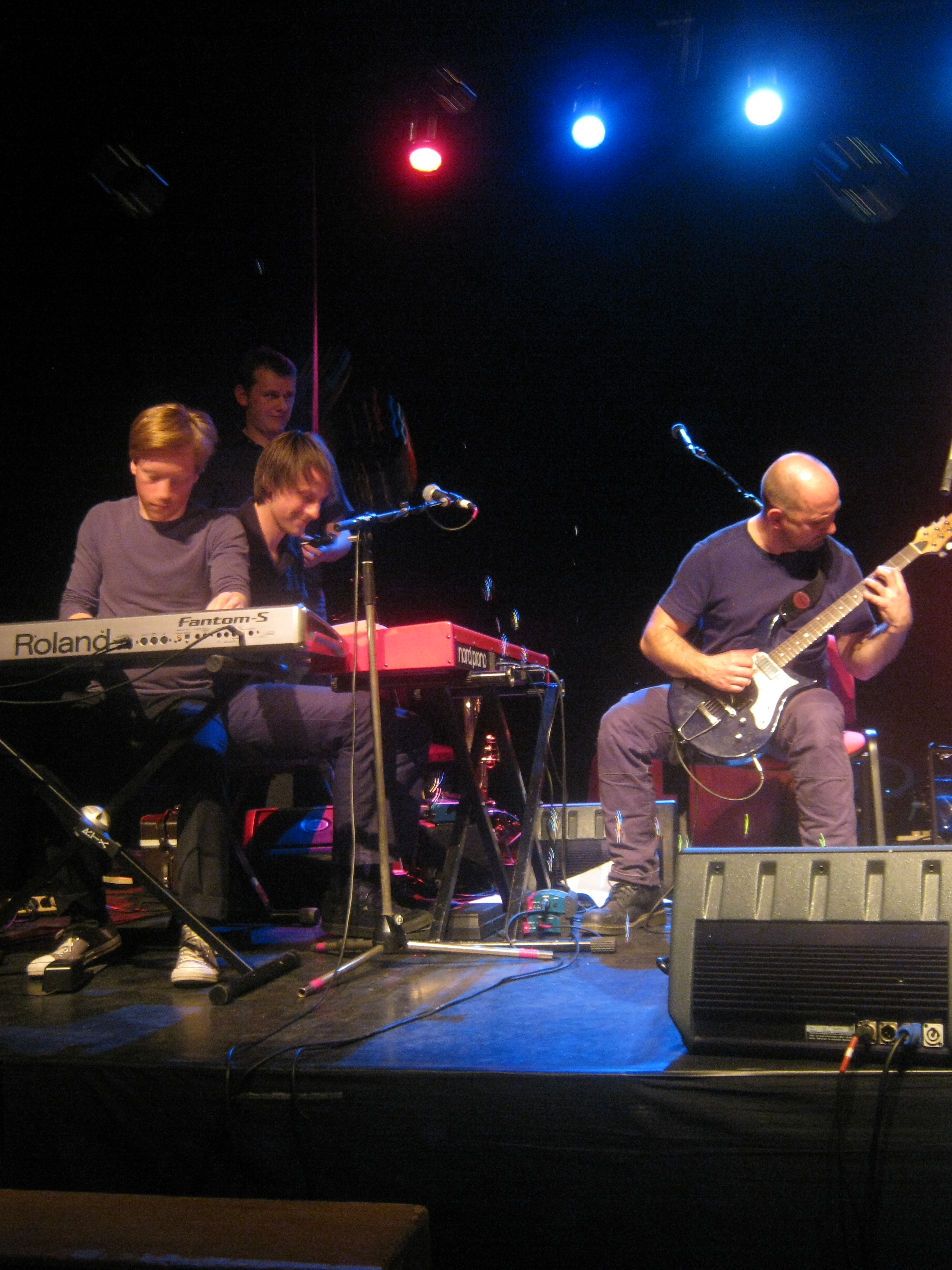
V.l.n.r.: Florejan Verschueren, Tim Vandenbergh, Karel De Backer (staand) en Stefan Wellens

### In de studio
Aan het debuutalbum 'Alsof' hebben de volgende muzikanten meegewerkt:
- Michel Bisceglia - piano (onder andere van Johan Verminnen, Margriet Hermans en Kathleen Vandenhoudt)
- Florejan Verschueren - piano op “Salut en tot ziens” (onder andere van Spring, Els De Schepper en Jelle Cleymans)
- Werner Lauscher - contrabas, bas (onder andere van Bart Peeters, Eva De Roovere en Kris De Bruyne)
- Geert Roelofs - drums
- Tom Lodewyckx - gitaren, tweede stem “Lalala” (onder andere van Clouseau, Ingrid Mank en Tom Helsen)
- Samuel Barsegian - altviool
- Lode Vercampt - cello (onder andere van Bart Kaëll, dEUS en Gorki)

Aan 'Als ik van u was' hebben deze muzikanten meegewerkt:
- Florejan Verschueren - piano, Wurlitzer, harmonium, Solina
- Stefan Wellens - gitaren, altviool, vibrafoon (onder andere van Mörg, Wannes Van de Velde en Barbara Dex)
- Tim Vandenbergh - bas, gitaar, harmonium, samples op 'Eerste sneeuw', lyra op 'Krokodillentranen' (onder andere van Sukilove en Eva De Roovere)
- Karel De Backer - drums, percussie (onder andere van Axelle Red, Novastar en Guido Belcanto)
- Seraphine Stragier - cello, harp (onder andere van Hannelore Bedert en Sioen)

Aan 'Ik ga op een berg wonen' hebben deze muzikanten meegewerkt:
- Florejan Verschueren - piano, harmonium, celesta
- Tim Vandenbergh - bas, contrabas, Tubular Bells, Koor op 'Zijn zonder jou'
- Karel De Backer - drum, percussie, pauken, bourdon, celesta
- Jeroen Baert - viool (van het *Sun*Sun*Sun* String Orkestra)
- Yumika Lecluyze - stem op 'Tochthond', viool (van het *Sun*Sun*Sun* String Orkestra)
- Stefan Wellens - altviool (van het *Sun*Sun*Sun* String Orkestra)
- Seraphine Stragier - cello (van het *Sun*Sun*Sun* String Orkestra)
- Bart Maris - trompet, cornet, piccolo trompet, eufonium
- Tom Verschoore - trombones, tuba
- Katrien Gaelens - fluiten
- Tom Lodewyckx - gitaar

### Live
Deze muzikanten gaan momenteel met Muylaert mee op tournee door de CC's:
- Florejan Verschueren - piano, tweede stem
- Tim Vandenbergh - contrabas
- Karel De Backer - drums, percussie

Vervangmuzikanten:
- Steven Cornillie - piano (onder andere van Stef Bos, Natalia en Sam Bettens)
- Koen Toté - contrabas (onder andere van Will Tura, Milow en Buurman)
- Herwig Scheck - contrabas (onder andere van Jelle Cleymans, Peter Evrard en Roxane)
- Jasper Hautekiet - contrabas (onder andere van The Rhythm Junks, Milow en Yevgueni)
- Jordi Geuens - drums (onder andere van Selah Sue, Mira en Jim Cole)
- Wouter Van Tornhout - drums (onder andere van Free Souffriau, Born Crain en Natalia)
- Tom Lodewijckx - bas, gitaar (onder andere van Clouseau, Natalia en Tom Helsen)
- Stoffel Verlackt - drums (onder andere van Hannelore Bedert, Tom Pintens en Sukilove)
- Tom Pintens - bas, gitaar
- Bert Huysentruyt - drums (onder andere van Gorki, Helmut Lotti en Tom Pintens)
- Remco Kühne - piano (onder andere van Hooverphonic)

Extra muzikanten:
- Peter Van Tichelen was met zijn drumstel en vibrafoon de aanwinst voor de festivalpodia in 2010 en heeft meegespeeld op de cd-voorstelling in De Roma.
- Seraphine Stragier speelde cello en harp tijdens de cd-voorstelling van Als ik van u was in De Roma.

## Discografie

### Albums
| Album met hitnotering(en) in de Vlaamse Ultratop 200 albums | Datum van verschijnen | Datum van binnenkomst | Hoogste positie | Aantal weken | Opmerkingen |
| ----------------------------------------------------------- | --------------------- | --------------------- | --------------- | ------------ | ----------- |
| Alsof                                                       | 20-10-2008            | 01-08-2009            | 83              | 4            |             |
| Als ik van u was                                            | 10-09-2010            | 18-09-2010            | 14              | 5            |             |
| Ik ga op een berg wonen                                     | 18-01-2013            | 26-01-2013            | 36              | 11           |             |
| Ik tel tot tien                                             | 25-09-2015            | 03-10-2015            | 84              | 3            |             |
| JackoBond zingt Marva                                       | 01-04-2017            | 15-04-2017            | 56              | 13           |             |

### Singles (hitnoteringen)
| Single met hitnotering(en) in de Vlaamse Ultratop 50 | Datum van verschijnen | Datum van binnenkomst | Hoogste positie | Aantal weken | Opmerkingen                                  |
| ---------------------------------------------------- | --------------------- | --------------------- | --------------- | ------------ | -------------------------------------------- |
| Als je van plan was                                  | 2012                  | 01-12-2012            | tip40           | -            |                                              |
| Wat een mooie dag                                    | 2013                  | 25-05-2013            | tip52           | -            |                                              |
| Rubberboot                                           | 2014                  | 21-06-2014            | tip47           | -            | Nr. 47 in de Vlaamse Top 50                  |
| Ooit op een dag                                      | 2015                  | 27-06-2015            | tip31           | -            | Nr. 19 in de Vlaamse Top 50                  |
| Herinneringen                                        | 2016                  | 19-03-2016            | tip             | -            | Nr. 19 in de Vlaamse Top 50                  |
| Een eiland in groen en blauw                         | 2016                  | 07-01-2017            | tip11           | -            | Nr. 10 in de Vlaamse Top 50                  |
| Zoals het eenmaal is geweest                         | 2017                  | 08-07-2017            | tip18           | -            | Nr. 12 in de Vlaamse Top 50                  |
| Zachtjes                                             | 2017                  | 21-10-2017            | tip39           | -            | Nr. 17 in de Vlaamse Top 50                  |
| Je woord                                             | 2019                  | 23-11-2019            | tip             | -            | Nr. 48 in de Vlaamse Top 50                  |
| Meer dan ooit                                        | 2020                  | 14-03-2020            | tip17           | -            | Nr. 11 in de Vlaamse Top 50                  |
| Bij jou vandaag                                      | 2019                  | 06-06-2020            | tip17           | -            | Nr. 17 in de Vlaamse Top 50                  |
| Er is iets                                           | 04-09-2020            | 12-09-2020            | tip21           | -            | met Bart Peeters Nr. 13 in de Vlaamse Top 50 |
| Aardbeien in januari                                 | 2021                  | 16-01-2021            | tip20           | -            | Nr. 16 in de Vlaamse Top 50                  |
| Maak me warm                                         | 2021                  | 17-04-2021            | tip28           | -            | Nr. 15 in de Vlaamse Top 50                  |

### Singles zonder hitnotering
- Lalala (september 2008)
- Groot feest (januari 2009)
- Iedereen is hier vrolijk (juni 2009)
- Ik pak haar vast (juli 2010)
- Geen held (oktober 2010)
- Als ik van u was (mei 2011)
- Wanneer valt de eerste sneeuw (november 2011)
- Rode rozen in de sneeuw (2017)

## Theater
Riet Muylaert neemt in 2006 deel aan ‘Stukschrijven’ van HETPALEIS. Uit die schrijfworkshop, waarin Pauline Mol debuterende auteurs intensief begeleidt bij het schrijven van hun eerste jeugdtheatertekst, vloeit uiteindelijk Ik verzamel u voort, een stuk waar Muylaert in seizoen 2011-2012 met Wannes Cappelle van Het Zesde Metaal mee begint te toeren.
Ook speelt Muylaert een aantal voorstelling met Theatergezelschap luxemburg, onder andere Mannetje Jas en Botst het niet dan klinkt het.
In 2009 begint Muylaert in samenwerking met drie andere dansers/acteurs aan een dansvoorstelling voor HETPALEIS, Danske. Het wordt het begin van een drieluik: na twee heropvoeringen komt in 2012 Nog een danske. Deze voorstelling wordt het seizoen daarna hernomen en in 2015 sluiten ze af met Mag ik een danske?.
In 2014 tourt Muylaert een seizoen lang met haar eigen voorstelling 'Een rugzakje verdriet', over een meisje dat al het verdriet in de wereld wil oplossen, terwijl ze zelf eigenlijk heel ongelukkig is.
Vanaf het najaar van 2017 begint ze aan 'Het ding & ik', een jeugdvoorstelling waarin ze samenwerkt met Tim David en Jakob Verstichel.

### Overzicht
- Mag ik een danske? - HETPALEIS (2015)
- Een rugzakje verdriet (2014-2015, 2015-2016)
- Gelukkige verjaardag – HETPALEIS (2012)
- Nog een danske – HETPALEIS (2012, 2013-2014)
- Botst het niet dan klinkt het – luxemburg (2011)
- Ik verzamel u (2011-2012)
- Danske – HETPALEIS (2009, 2011-2012)
- Bij de buren, Gloria – luxemburg (2008)
- Mannetje Jas – luxemburg (2007-2008)
- Bub de Badeend – Maandacht (2005-2006)
- Het Grote Boeboeksbal – Marc De Bel (2005)